# Antonio Maria Pico della Mirandola
Antonio Maria Pico della Mirandola (Mirandola, después de 1442-Roma, 6 de marzo de 1501) fue un militar italiano, señor de Mirandola y conde de Concordia.

## Biografía
Segundo hijo de Gianfrancesco I Pico della Mirandola, señor de Mirandola y Giulia Boiardo, se desconoce su fecha exacta de nacimiento, sin embargo ciertamente nació después de su hermano mayor Galeotto (nacido en agosto de 1442).
El 9 de noviembre de 1467, a la muerte de su padre, sucedió en el dominio del Señorío de Mirandola, junto con los hermanos Galeotto I y Giovanni, cuya investidura fue confirmada por el emperador Federico III de Habsburgo en febrero de 1469, y el siguiente agosto los hermanos acordaron dividir los bienes, aunque su madre Giulia Boiardo había pedido la ayuda del duque de Módena para resolver algunos problemas.
Mientras tanto, habiendo terminado sus estudios, Antonio Maria se dedicó a la profesión de las armas y el 13 de septiembre de 1468 atacó la fortaleza de Spilamberto (ocupada ilegalmente durante quince años por el conde Ugo Rangoni, quien la defendió con Venceslao Rangoni) junto a su primo. Niccolò Rangoni, su tío Uguccione Rangoni y el señor de Carpi. El duque de Ferrara Borso de Este escribió opuesto al asedio de Antonio Maria, quien se defendió alegando haber sido obligado por su primo Niccolò y en todo caso haber entregado la fortaleza a Hércules I deEste, quien luego había juzgado y expulsado a través de Ugo Rangoni.
En 1469 fue alistado por la República de Venecia, participando en la desafortunada expedición de Niccolò Canal a la isla de Negroponte (1469-1470), sitiada y luego conquistada por los otomanos bajo Mehmed II.
El 10 de abril de 1470 Antoni Maria fue acusado por un testigo del delito de traición a la patria, por el cual Galeotto I lo encarceló en una torre durante dos años, junto con su canciller y su madre Giulia Boiardo. En la segunda mitad de 1470 Antonio Maria dictó su testamento que fue enviado al marqués de Mantua bajo custodia.
Después de ser liberado, el 14 de marzo de 1473 se casó con Costanza Bentivoglio, hija de Sante Bentivoglio, señor de Bolonia y Ginevra Sforza, hija del señor de Pesaro. También reforzó su amistad con la familia de Este, tanto que formó parte de los embajadores enviados a Nápoles para recoger y escoltar a Leonor de Aragón, futura esposa de Hércules de Este, a Ferrara.
No resignándose a la usurpación del dominio de Mirandola por parte de su hermano Galeotto, en 1481 se dirigió a Roma para pedir la ayuda del papa Sixto IV, quien juzgó en el Campidoglio al testigo que en 1470 había acusado falsamente a Antonio Maria, haciendo que le cortaran la nariz y las orejas. Sixto IV, que el 15 de junio había excomulgado a los venecianos y sus aliados en la guerra de Ferrara (incluido Galeotto I Pico), pasó a defender a Antonio Maria Pico para recuperar lo injustamente arrebatado a su hermano. Habiéndose convertido en capitán del ejército de la liga, Antonio Maria fue enviado en 1483, junto con el duque de Calabria, el duque de Pitigliano y Virginio Orsini, para ayudar al duque de Ferrara atacado por los venecianos.
Mientras tanto, Galeotto I Pico se había aliado con los venecianos, de modo que el papa envió a Alfonso de Calabria al sitio de Concordia el 12 de noviembre de 1483 con 27 escuadrones armados y el mismo número de jinetes; tras la intervención de Segismundo de Este, los hermanos Pico se reconciliaron con la cesión de Mirandola a Galeotto y de Concordia a Antonio Maria. Otros desacuerdos que surgieron poco después, llevaron a una nueva paz entre los Pico el 10 de diciembre. En 1484 se cuestionó la cuestión y, como mediadores fueron los venecianos y el duque de Milán, se estableció el mantenimiento de los bienes alodiales a Antonio Maria y la restitución del castillo de la Concordia a Galeotto. Sin embargo, la disputa entre los hermanos nunca terminó, con continuas escaramuzas y ataques entre los dos bandos. El 28 de enero de 1488, aprovechando la ausencia de Antonio Maria, Galeotto atacó el castillo de Concordia, pero fue rechazado por el castellano Sergio Sifola de Trani, esposo de Giulia Pico. Continuando con las disputas territoriales con su hermano Antonio Maria, el emperador Maximiliano I de Habsburgo nombró al duque de Milán, Ludovico Sforza, el obispo de Reggio, los condes Matteo Maria Boiardo y Francesco Maria Rangoni finalmente resolvieron la cuestión, que fue juzgada contra Antonio Maria Pico. A continuación, el emperador expidió el diploma del 28 de abril de 1494 con el que, reconociendo el dominio de Galeotto, erigió en primogenitura la Mirandola, declarando a Giovanni Francesco II Pico como futuro único heredero de Mirandola. Sin embargo, las disputas entre los hermanos continuó durante toda su vida (el 26 de marzo de 1496, Girolamo Savonarola también intentó una mediación). Tanto es así que el 9 de diciembre de 1496 el emperador condenó a Antonio Maria por felonía, confirmando el título de Galeotto.
A la muerte de su hermano Galeotto (9 de abril de 1499), Antonio Maria regresó a Concordia el 1 de agosto, justo a tiempo para ver a sus sobrinos Gianfrancesco II y Ludovico I pelear, con quienes él mismo hizo las paces. Tras una corta estancia en Venecia, regresó definitivamente a Roma, donde el 24 de julio de 1500 dictó su testamento, dejando sus dominios a Ludovico como herencia. El 6 de marzo de 1501 murió en su casa de Campo Marzio y fue enterrado en la Basílica de Santa María en Aracoeli, donde su hija Ginevra hizo construir un elegante sarcófago.

## Descendencia
Antonio Maria se casó por primera vez con Costanza Bentivoglio, hija de Sante Bentivoglio, señor de Bolonia y Ginevra Sforza, hija del señor de Pesaro. Tuvieron tres hijas:
- Hija de nombre desconocido, nació el 1 de noviembre de 1476 y murió a una edad temprana;
- Violante (18 de abril de 1474-¿?), se casó con Giberto X da Correggio, general papal en 1493;
- Ginevra, se casó con Giovanni Battista Conti de Roma y, al enviudar, en 1502 se convirtió en monja del convento de Sant'Orsola en Florencia.

También tuvo una hija natural llamada Giulia, casada con Sergio Sifola di Trani (Castellano di Concordia).
El 1 de marzo de 1492, su esposa murió y casó con Raimonda Tocco, hija de Leonardo III Tocco. Raimonda murió en Concordia después del 17 de octubre de 1494 y no tuvieron hijos.